# Anelaphus subfasciatus
Anelaphus subfasciatus là một loài bọ cánh cứng trong họ Cerambycidae.